# ヴェルナー・テーニゲス
ヴェルナー・テーニゲス(ドイツ語: Werner Töniges、1910年1月7日 - 1995年1月25日)は、ドイツの軍人。最終階級は海軍少佐。第二次世界大戦ではS24、S26、S102などを操り、281回の出撃で18隻の艦船を沈めた。その戦功により柏葉付騎士鉄十字章を受章している。

## 経歴
テーニゲスは1935年に一般の商船船員からドイツ国防軍海軍へ入隊した。1937年に少尉へ昇進。ドイッチュラント級装甲艦3番艦アドミラル・グラーフ・シュペーに乗り組み、スペイン内戦に赴いた。第二次世界大戦が勃発すると、彼はSボートの指揮官として活躍し、1941年2月25日には総出撃数88回により騎士鉄十字章を受けた。1942年11月13日には柏葉付騎士鉄十字章も受章した。その後、1942年9月にミュルヴィク海軍兵学校の教官へ異動している。1943年からは海軍総司令部に配属され、1945年1月1日に少佐へ昇進、終戦まで過ごした。

## 叙勲
- 鉄十字章
  - 二級鉄十字勲章1939年章 (1940年6月24日)[1][2]
  - 一級鉄十字勲章1939年章 (1940年7月6日)[1][2]
- スペイン十字章
  - 剣付スペイン十字章銅章 (1939年6月6日)[1]
- 1938年10月1日記念メダル (1939年12月20日)[1]
- 自由十字勲章（英語版）
  - 四等自由十字勲章 (1941年11月4日)[1]
- 高速魚雷艇戦闘章
  - 高速魚雷艇戦闘章 (1941年1月28日)[1]
  - ダイヤモンド付高速魚雷艇戦闘章 (1942年12月16日)[1]
- クリミア盾章 (1943年8月16日)[1]
- 騎士鉄十字章
  - 騎士鉄十字章 (1941年2月25日)[3][注釈 1]
  - 柏葉付騎士鉄十字章 (1942年11月13日)[4][5]